# 불구속수사의 원칙
불구속수사의 원칙은 대한민국 형사소송법상 원칙으로, 구속수사는 피의자의 방어권 보장 및 헌법에 명시된 기본권 제한에 대한 과잉 금지의 원칙에 따라 수사의 목적 달성을 위한 필요 최소한의 범위에 그쳐야 한다는 원칙이다.

## 참고 문헌
- 2005-10-04 법률신문 불구속수사의 원칙과 그 운영[깨진 링크(과거 내용 찾기)]